# Desa Pendem (administrativ by i Indonesien, Jawa Tengah, lat -7,33, long 110,83)
Desa Pendem är en administrativ by i Indonesien.   Den ligger i provinsen Jawa Tengah, i den västra delen av landet, 500 km öster om huvudstaden Jakarta. Desa Pendem ligger vid sjön Waduk Kedungombo.